# Gainax
Gainax Company, Limited (株式会社ガイナックス Kabushiki-gaisha Gainakkusu) er en japansk anime-producent. Firmaet står bag flere animer heriblandt tv-serierne Neon Genesis Evangelion og FLCL.
Indtil Neon Genesis Evangelion, arbejdede Gainax typisk med egne historier, men studiet hare efterfølgende lavet anime-udgaver af en række eksisterende manga'er, så som Kareshi Kanojo no Jijou og Mahoromatic.

## Historie
Selskabet blev grundlagt i starten af 1980'erne som Diacon Film af de fire universitetsstuderende Hideaki Anno, Yoshiyuki Sadamoto, Takami Akai og Shinji Higuchi. Deres første projekt var at lave en animeret kortfilm til det 20. Annual Japan National SF Convention, også kendt som Daicon III, som blev holdt i 1981 i Osaka, Japan.
Filmen handler om en lille pige, som kæmper mod forskellige slags monstre, robotter og rumskibe fra tidligere SF'serier. Heriblandt Ultraman, Gundam, Space Runaway Ideon, Space Battleship Yamat, Star Trek, Star Wars, Godzilla og mange andre. Til sidst når hun en ørken og giver et glas vand til en udtørret kinaradise, der omgående bliver genoplivet, vokser og bliver til et stort rumskib, som "beamer" hende om bord. Den blev en kommerciel- og kritikersucces, selvom animationerne var rå og af lav kvalitet.
Firmaet havde en endnu større succes med deres film til det 22. Annual Japan National SF Convention, kaldet Daicon IV, som fandt sted i 1983. Her lavede de en kortfilm, hvor de genindspillede den originale kortfilm, som indeholdt højdepunkter fra den lille piges eventyr, men denne gang med meget bedre animationer. Derefter vistes pigen som voksen, iført et Playboy "bunny"-kostume. Hun kæmpede denne gang mod et endnu bredere udvalg af fiktive figurer fra alle mulig forskellige science fiction film og bøger. Bl.a. Darth Vader, en alien, Aslan og Spiderman, der dog blot er nogle stykker ud af flere hundrede forskellige.
I filmen blev sangen "Twilight" fra gruppen Electric Light Orchestra, men da man ikke havde indhentet licens til sangen, forhindrede det at man lavede en officiel udgivelse af filmen på DVD. Der blev dog i begrænset omfang udgivet film på laserdisc udgivet af Diacon Film. Grundet det begrænsede antal kopier, er det en sjælden og meget eftertragtet film for fans.
Efter Diacon IV blev selskabet formelt etableret, med et ry som et lille men talentfuldt anime-studie med en ganske lille økonomi. Oprettelsen i Tokyo skete med blot 20 millioner yen (ca. 870.000 danske kroner i 1984-penge).
I 1985 skiftede selskabet navn til Gainax. Da Gainax startede som en gruppe af animefans har selskabet tilladt doujinshi af dets produkter, fanproducerede actionfigurer samt visning af dets serier som Evangelion til private festivaler.
Det kommercielle gennembrud kom i 1987 ned udgivelsen af Royal Space Force: The Wings of Honneamise. Det var (og er stadig) en kritikerrost film, og en klassisk anime-film. Gainax ville oprindeligt have lavet en efterfølger i marts 1992 men droppede det som følge af manglende midler. Deres næste udgivelse blev således Gunbuster, som udkom i 1988. Denne OVA blev en kommerciel succes og hjalp Gainax til at få fodfæste til at producere film som Nadia og Otaku no Video.
I denne periode producerede en del andre ting udover animeserier og film. De lavede såkaldte garage kits, der er skalamodeller af fiktive figurer, computerspil til voksne samt andre produkter.
I 1995 producerede Gainax en af deres absolut mest kendte serier – den kommercielt succesfulde og kritikerroste serie Neon Genesis Evangelion. Efter den store succes blev Gainax anklaget for skattesvig og formanden, Takeshi Sawamura, kom i fængsel som følge af bedrageriet.
I 2004 markerede Gainax deres tyveårs jubilæum ved at lave Diebuster, som er en fortsættelse til Gunbuster. Deres nyeste produktion til TV er den populære Mecha anime serie, der på japansk hedder Tengen Toppa Gurren Lagann fra 2007.

## Udgivelse
Gainax udgivelse inkluderer (udgivelsesår i parentes):
- Serier
  - Nadia: The Secret of Blue Water (1990)
  - Neon Genesis Evangelion (1995)
  - His and Her Circumstances (1998)
  - Modern Love's Silliness (1999)
  - Oruchuban Ebichu (1999)
  - Mahoromatic (2001)
  - Petite Princess Yucie (2002)
  - Magical Shopping Arcade Abenobashi (2002)
  - The Melody of Oblivion (2004)
  - This Ugly Yet Beautiful World (2004)
  - He Is My Master (2005)
  - Tengen Toppa Gurren Lagann (2007)
  - Shikabane Hime (2008)

- Film
  - Royal Space Force: The Wings of Honneamise (1987)
  - Evangelion: Death and Rebirth / The End of Evangelion / Revival of Evangelion (1997/1998/1999)
  - Cutie Honey (2004)
  - Gunbuster & Diebuster Movie (2006)
  - Rebuild of Evangelion (en miniserie i fire dele) (2007-????)
  - Gekijōban Tengen Toppa Gurren Lagann (En film delt i to dele) (2008-2009)

- OVA'er
  - Top o Nerae! Gunbuster (1988)
  - Beat Shot (1989)
  - Circuit no Ohkami 2 Modena no Tsurugi (1990)
  - Blazing Transfer Student (1991)
  - Money Wars (1991)
  - Otaku no Video (1991)
  - FLCL (2000) (Udtalt "Furi Kuri", er "Fooly Cooly" på engelsk)
  - Re: Cutie Honey (2004)
  - Diebuster (2004)

Derudover har Gainax også udgivet en række computerspil, bl.a. en stripudgave af mahjong med figurer fra Evangelion.